# Bitva u Hastingsu
Bitva u Hastingsu se odehrála 14. října 1066 a skončila rozhodným vítězstvím normanského vojska a byla základem ovládnutí Anglie Normany. Jednalo se o střetnutí armády Normanů vedené Vilémem, vévodou z Normandie a anglosaského vojska vedeného anglickým králem Haroldem Godwinsonem. Bitva se odehrála na Senlackém vrchu, přibližně 10 km na severozápad od Hastingsu (dnes se zde nachází obec Battle).
Bitva skončila vítězstvím Normanů, Harold Godwinson byl zabit, jak se tradičně uvádí, šípem, který ho zasáhl do oka. I když se později objevil anglický odpor, tato bitva byla rozhodujícím momentem v získání Vilémovy vlády nad Anglií. Události předcházející této bitvě i průběh střetu samotného byl později zachycen na proslulé tapisérii z Bayeux. Na místě bitvy bylo krátce nato postaveno opatství Batlle Abbey.

## Pozadí konfliktu

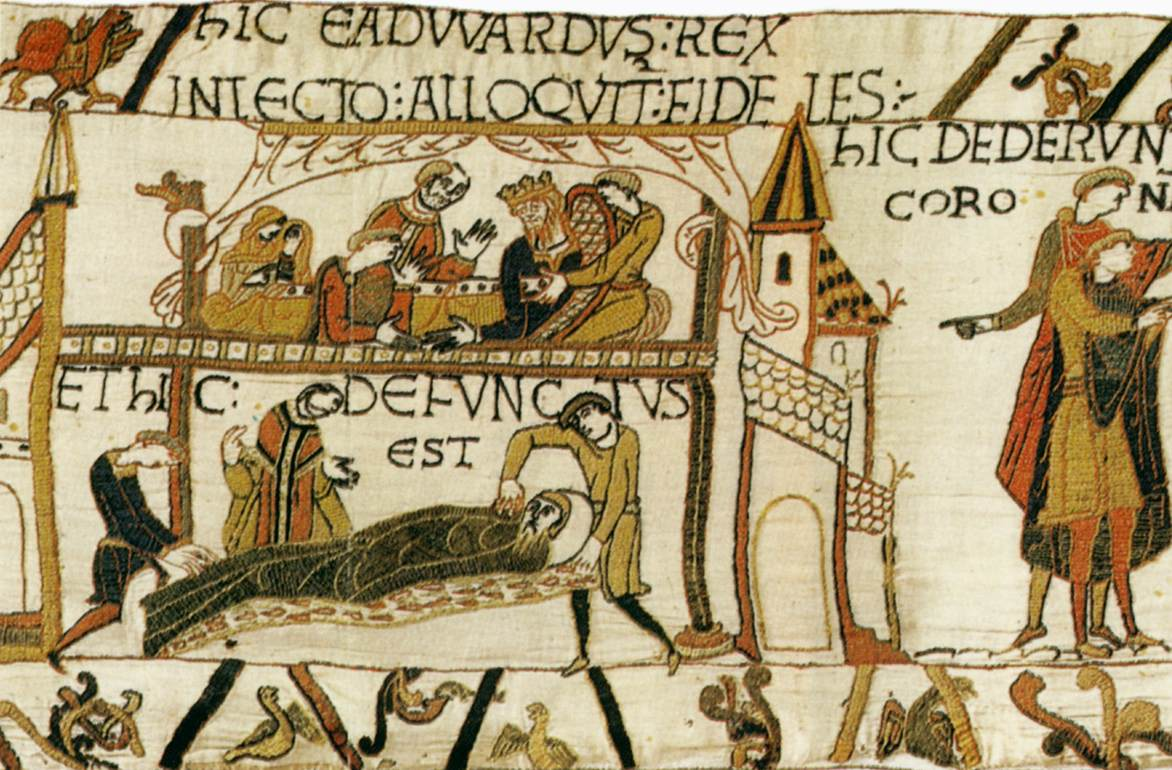
Detail tapisérie z Bayeux zachycuje smrt Eduarda III. Vyznavače

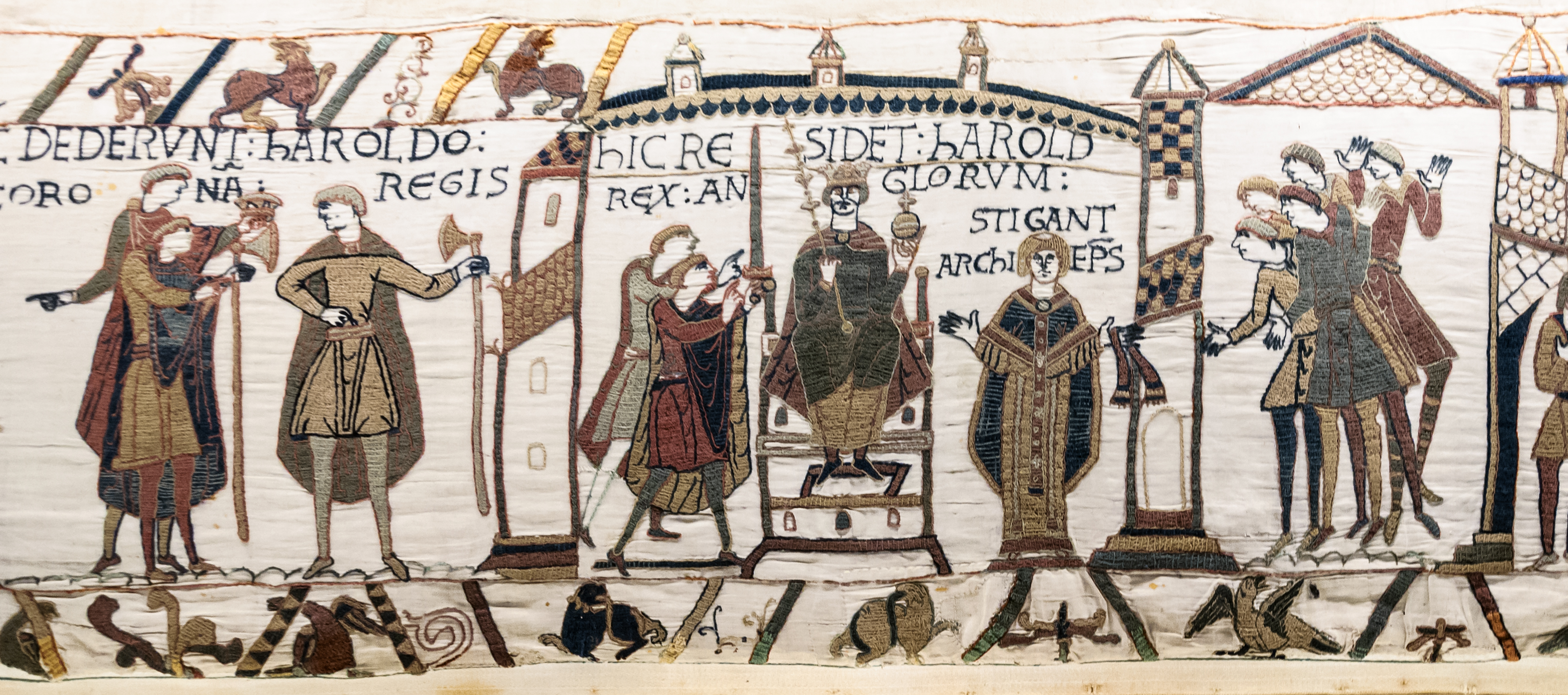
Korunovace Harolda Godwinsona na anglického krále

Harold Godwinson byl po králi nejmocnějším mužem Anglie. Po smrti Eduarda v lednu roku 1066 si činil nárok na anglický trůn. Pro tento nárok si zajistil podporu witenagemotu. Některé zdroje uvádí, že Eduard původně doporučil jako svého nástupce Viléma, ale na smrtelném loži své rozhodnutí změnil a podpořil Harolda.
Nárok na anglický trůn si činil také Vilém. Haroldovu korunovaci považoval za vyhlášení války. Vilém si svou pozici v Anglii budoval 15 let a nebyl ochoten se lehce vzdát. Normanská armáda ale nebyla dostatečně silná a tak byli na jednání do Caen pozvání i šlechtici z jihu Evropy. Tam Vilém přislíbil půdu a tituly těm, kteří podpoří jeho výpravu a přislíbil zajistit podporu papeže. Vilém nechal postavit pro invazi 700 lodí a vyrazil do Anglie. 28. září 1066 se Vilém, po zdržení v bouři, vylodil na anglickém pobřeží nedaleko města Hastingsu. Toto místo se nachází asi 3 km od místa, kde se odehrála vlastní bitva.
Poté, co se dověděl o vylodění normanské armády, Harold – který před pár dny na severu země nedaleko Yorku, v bitvě u Stamford Bridge, odrazil invazi vikinského vojska vedeného norským králem Haraldem Hardradou a jeho bratrem Tostigem Godwinsonem – spěchal na jih odrazit další invazi. Jeho bratr Gyrth doporučoval, aby se vyčkalo, až se shromáždí větší počet vojáků, ale Harold chtěl ukázat, že je schopen ochránit své nově nabyté království proti komukoli. Do Londýna dorazil ráno 12. října, shromáždil muže, které byl schopen sehnat za tak krátkou dobu a k Senlackému vrchu dorazil v noci 13. října. 
Harold rozmístil své síly kolem silnice z Hastingsu do Londýna asi 10 km na severozápad od Hastingsu. Za ním se nacházel hluboký les a před ním se půda pozvolna skláněla do údolí.

## Anglosaské vojsko
Předpokládá se, že anglické (anglosaské) vojsko čítalo asi 7 500 mužů a byli to pouze kopiníci a jezdectvo. Je pravděpodobné, že se všichni dopravili na místo na koni, ale bitvy se účastnili jako pěšáci. Jádrem anglosaské armády byli profesionální žoldáci nazývaní Housecarls. Byli dlouhodobě ve službách krále a byli schopni bojovat do posledního muže. Jejich zbroj obsahovala kuželovitou helmici, kroužkovité brnění a kruhový štít. Jejich hlavní zbraní byla vikingská sekera, kterou ovládali obouruč a každý muž měl i meč.
Nejpočetnější část vojska tvořili vojáci pocházející z malých farmářů a v anglosaském prostředí byli označováni pojmem fyrd. Jejich veliteli (thegn) byli příslušníci velkostatkářské šlechty a ti byli povinni sloužit králi po určitou dobu v roce a být vybaveni vlastním brněním a zbraněmi.
Nejhrozivější anglosaskou obranou byla štítová hradba, ve které všichni muži v první řadě spojili své štíty dohromady. V prvotním stádiu bitvy byl tento val velmi efektivní obranou proti šípům vystřelovaným Normany. Zbytek vojska se postavil za první řadou tak, aby případní padlí byli nahrazeni ve štítové hradbě dalšími vojáky.

## Normanské vojsko

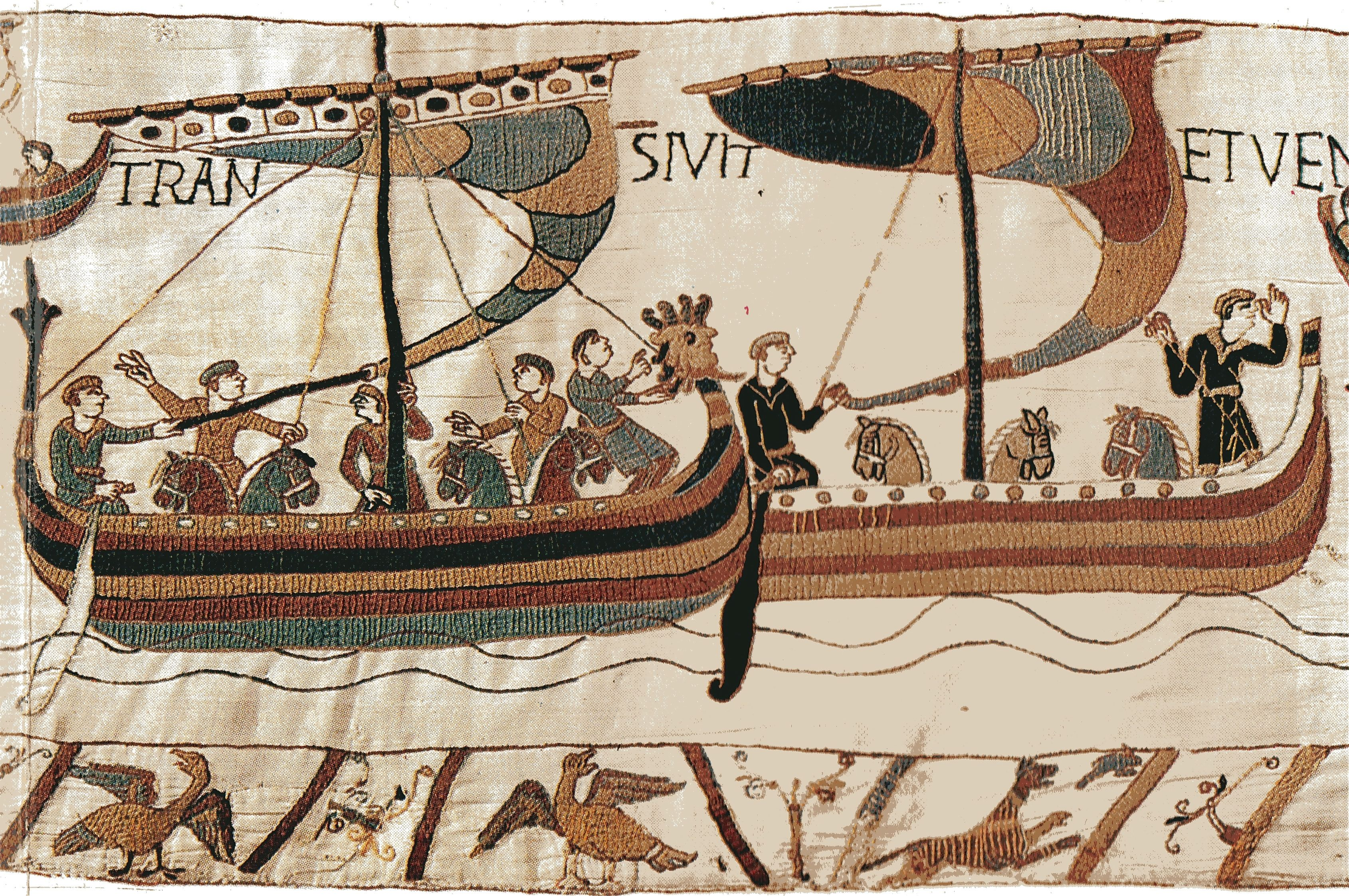
Normanské lodě s válečnými oři na palubách

Odhaduje se, že normanské vojsko čítalo asi 8 400 mužů, z toho 2 200 byli jezdci, 4 500 pěchoty a 1 700 lukostřelců. Vilémova strategie byla založena na lukostřelcích, kteří měli narušit anglosaské řady, poté měla vyrazit pěchota a nakonec kavalérie. Normanské vojsko bylo tvořeno šlechtici a vojáky od Francie až po jih Evropy.
Síla normanské armády vycházela z jejího jezdectva, které patřilo k nejlepším v Evropě. Jezdci byli vybaveni těžkým brněním a většinou byli vyzbrojeni kopím a mečem. Jako veškeré jezdectvo bylo i toto nejefektivnější proti protivníkovi, jehož řady začaly kolísat a v jehož obranném postavení se vytvářely mezery.
S výjimkou lukostřelců byli ostatní normanští vojáci chráněni kroužkovým brněním a vyzbrojeni kopím, mečem a štítem, podobně jako jejich angličtí protivníci.
Velký počet lukostřelců byl odrazem trendů v ostatních evropských armádách ve složení vojska. Luk byl v té době krátkou zbraní s krátkou tětivou, ale byl efektivní zbraní na bojištích té doby. Hastings byl také místem, kde byla v Anglii poprvé použita kuše.

## Bitva

Orientační plán bitvy u Hastingsu

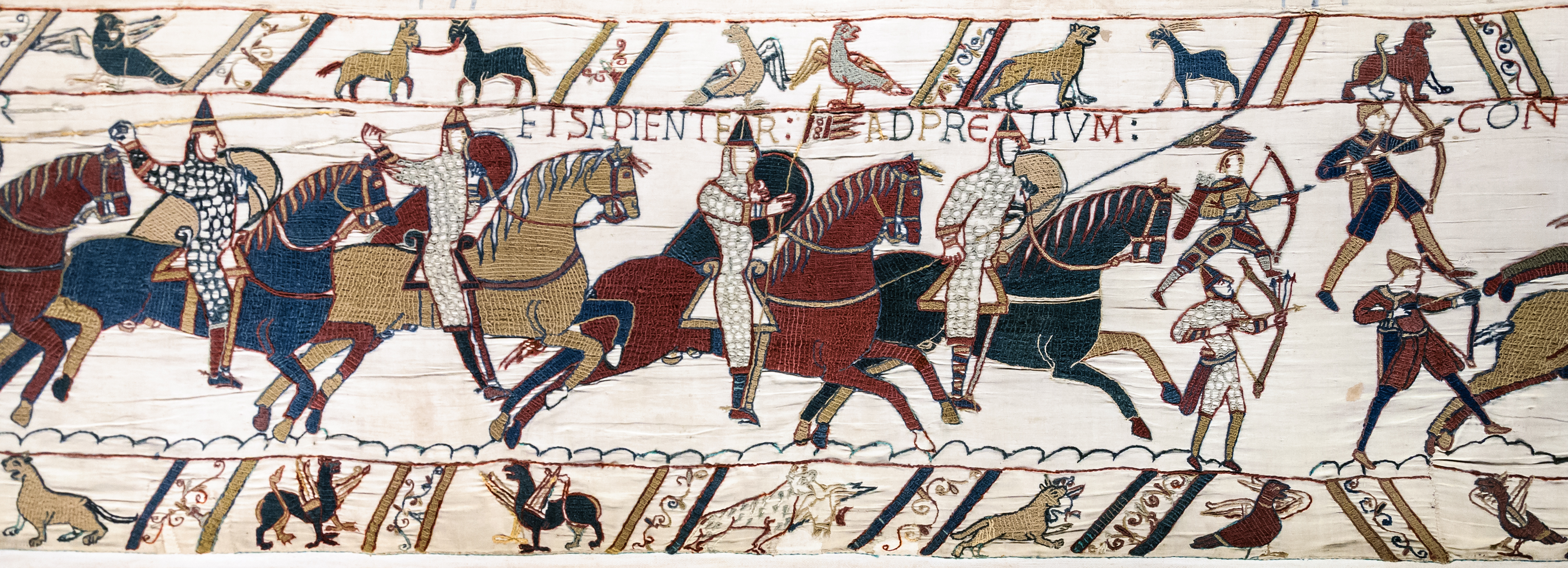
Normanští rytíři a lučištníci v bitvě u Hastingsu na tapisérii z Bayeux

Vilém předpokládal použít strategii, ve které by lučištníci způsobili počáteční zmatek a ztráty mezi nepřáteli, poté měla nastoupit pěchota a v boji zblízka vytvořit prostor pro uplatnění jezdectva. Nicméně v počátcích bitvy tato taktika nebyla tak účinná, jak si představoval. Vilémova armáda napadla již zformované anglosaské vojsko. Normanští lučištníci vystřelili své šípy, ale mnohé z nich skončily na štítové hradbě. Vilém se domníval, že anglosaské vojsko je rozkolísané a tak zavelel k útoku pěchoty. Jak se Normané šplhali do kopce, Anglosasové na ně házeli vše, co měli po ruce – kameny, oštěpy a palcáty. Tyto předměty způsobily Normanům velké ztráty a jejich řady byly porušeny.
Normanská pěchota dosáhla anglosaské linie a tam nastal těžký boj muže proti muži. Vilém očekával, že Anglosasové budou rozkolísáni, ale střelba lukostřelců neměla téměř žádný efekt a Anglosasové drželi své pozice a uzavřený štítový val. Vilém zavelel k útoku kavalerie. Navzdory dokonalému výcviku, mnoho koní proti sevřenému valu štítů, z nichž trčely kopí a meče, zaváhalo a uskočilo. Po hodině bitvy bretaňská divize na levém Vilémově křídle zaváhala a prchala z kopce dolů. Po velkých ztrátách se normanská a vlámská divize připojila k bretaňské a ustoupila. Mnoho Anglosasů, včetně Haroldových bratrů Leofwyna a Gyrtha, nemohlo odolat pokušení a vysunuli se z obranných linií. V následné zmatené bitvě byl zabit Vilémův kůň a Normané se po domnělé smrti svého vůdce dali na ústup. Vilém ale ukázal svou helmu a začal organizovat své vojsko.

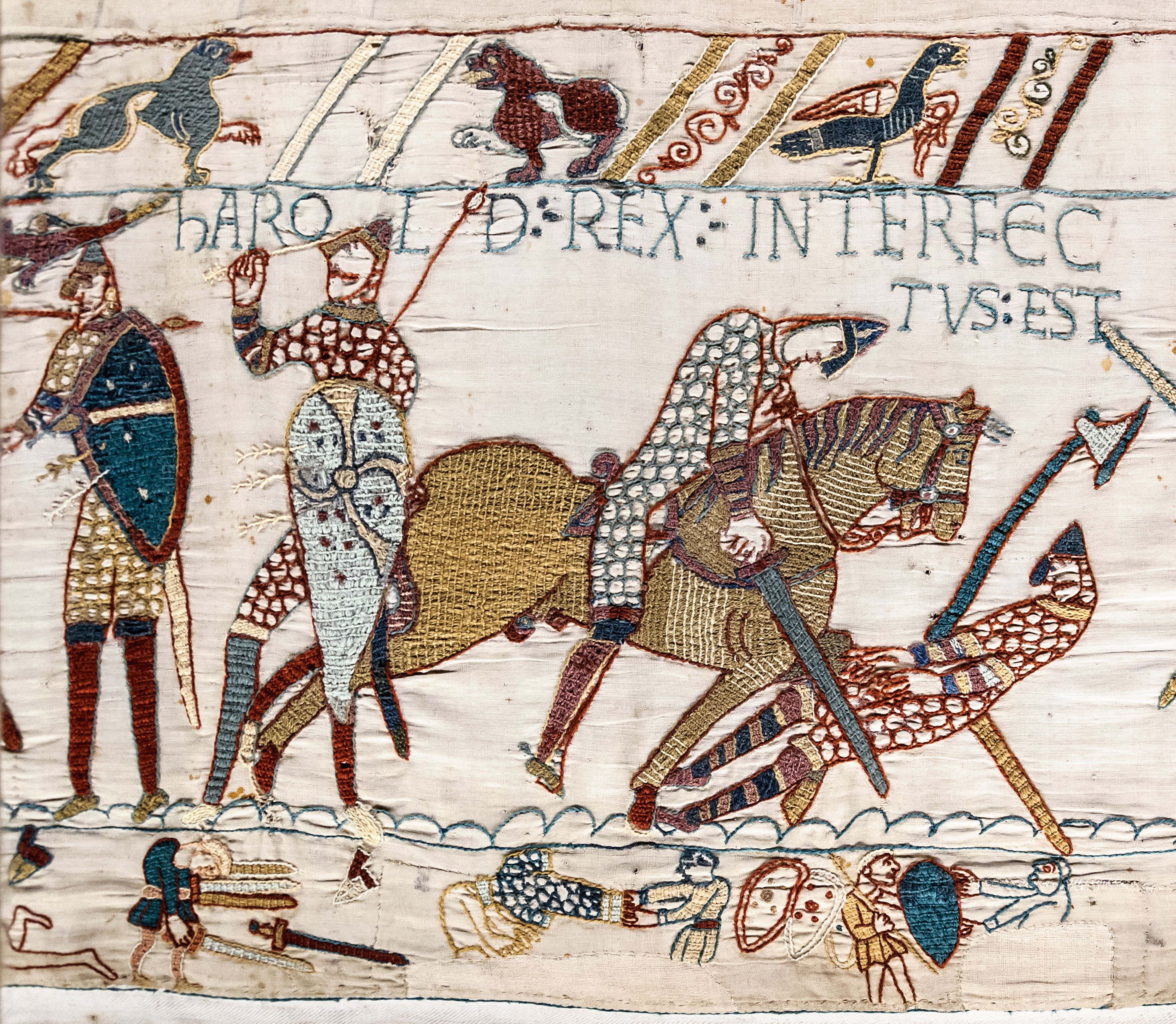
Smrt Harolda Godwinsona zachycená na tapisérii z Bayeux

Vilém a skupina jeho rytířů napadli Anglosasy roztroušené za obrannou linií, a protože ti už nebyli chráněni obranným valem, stali se snadnou kořistí Normanů. Mnozí z nich nerozpoznali, že Normané zahájili protiútok, dokud nebylo pozdě. Některým se sice podařilo ustoupit za obrannou linii, ale Haroldovi bratři padli. Obě armády se znovu zformovaly a nastal relativní klid zbraní. Vilém toho využil k vytvoření nové taktiky. Přišel na to, že pokud jsou Anglosasové za obranným valem, nelze je překonat, ale roztroušení anglosaští bojovníci byli pro jeho vojáky snadným cílem. Vilém se svým zformovaným vojskem znovu zaútočil. To, co se odehrálo poté, není zcela jasné. Někteří historici uvádějí, že Normané utrpěli velké ztráty, ale přesto bylo mnoho anglosaských důstojníků zabito.

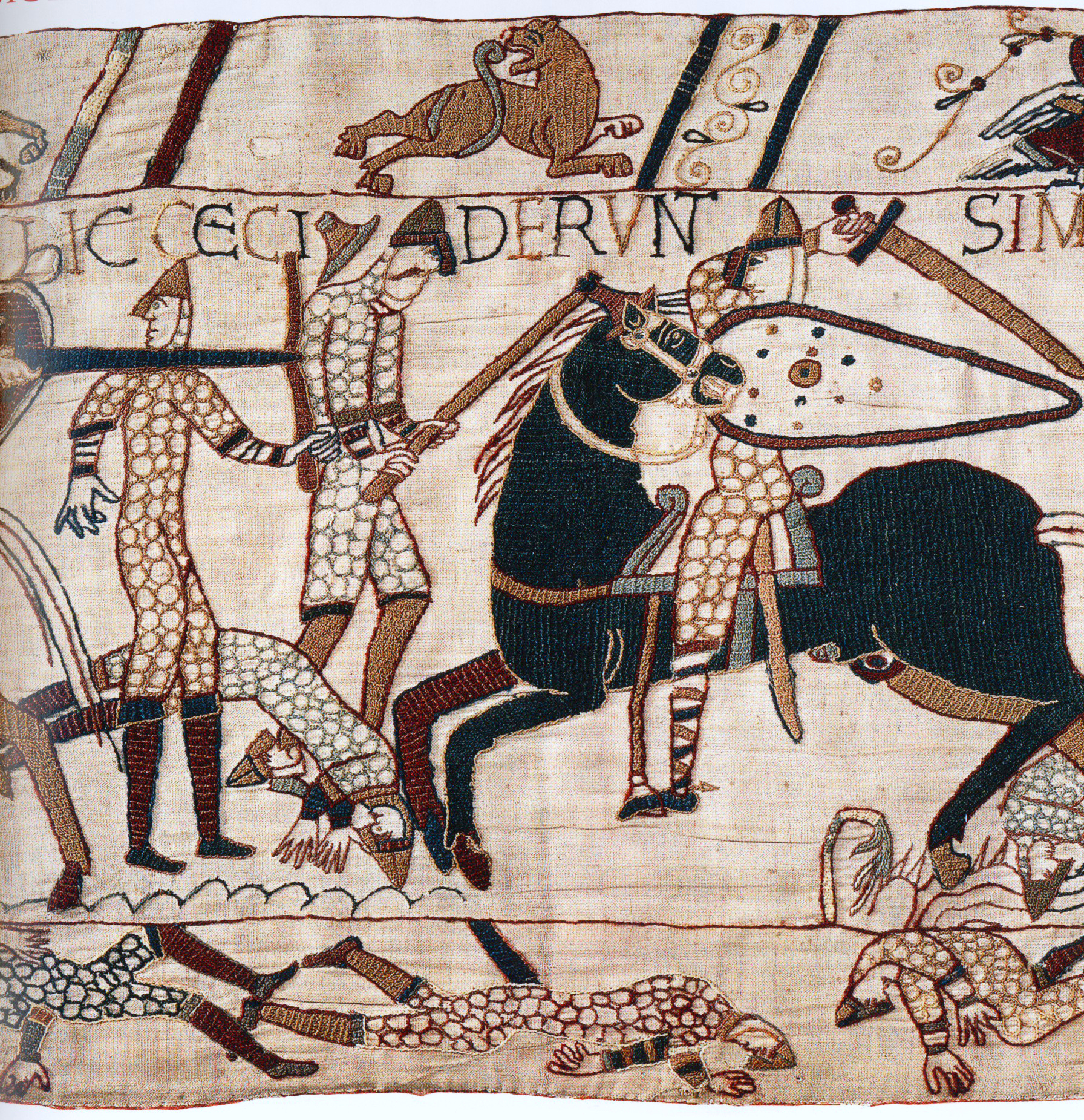
Normanský rytíř v boji s anglosaskými pěšáky

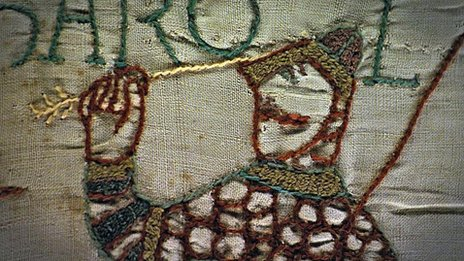
Detail zachycující krále Harolda zasaženého šípem

První linii obranného anglosaského valu tak tvořilo velké množství řadových vojáků, které jejich důstojníci nebyli schopni dobře organizovat, a obranný val začal mít mezery. Zpočátku normanští lučištníci stříleli na krajní linii obrany, ale jejich šípy se odrážely od štítového valu a mnoho vojáků v přední linii mělo své štíty. Vilém nařídil zamířit střelbu za přední linie obrany a jejich šípy tak zasáhly týlovou část vojska. Legenda uvádí, že tehdy byl zasažen šípem i Harold, i když se jedná o spekulaci odvozenou z tapisérie z Bayeux. Mnoho Anglosasů bylo již vyčerpáno a disciplína v držení obranného valu poklesla. Vilémova armáda znovu zaútočila a dokázala vytvořit malé mezery v nepřátelské obraně. Normané byli schopni těchto mezer využít a rozdělit anglosaskou armádu na části. Vilém a jeho rytíři překonali obranný val a zabili anglického krále. Bez svého vůdce a s mnoha zabitými důstojníky se stovky řadových vojáků daly na útěk. Důstojníci věrni své přísaze králi se hrdinně bili, dokud nepadli.
| „                  | ...byli obráceni na útěk a prchali, jakmile se jim k tomu naskytla příležitost, někteří na ukořistěných koních, většina po vlastních nohou... Ti, kteří se snažili vstát, ale neměli k tomu dost síly, leželi ve vlastní krvi. Mnozí padli mrtvi v hloubích lesů, mnozí zkolabovali s pronásledovateli v patách po cestě. Normané... je neúnavně pronásledovali, vraždili provinilé uprchlíky a dělali s nimi krátký proces, zatímco kopyta jejich koní vykonávala rozsudky smrti nad těmi, kteří jim padli pod nohy. | “ |
| — Vilém z Poitiers | |   |

Válečné pole bylo uklizeno od mrtvol, byl postaven Vilémův stan a pořádána slavnostní večeře. I když se počet obětí těžko odhaduje, zdá se, že padlo asi 5 000 Anglosasů a 3 000 Normanů.

## Důsledky

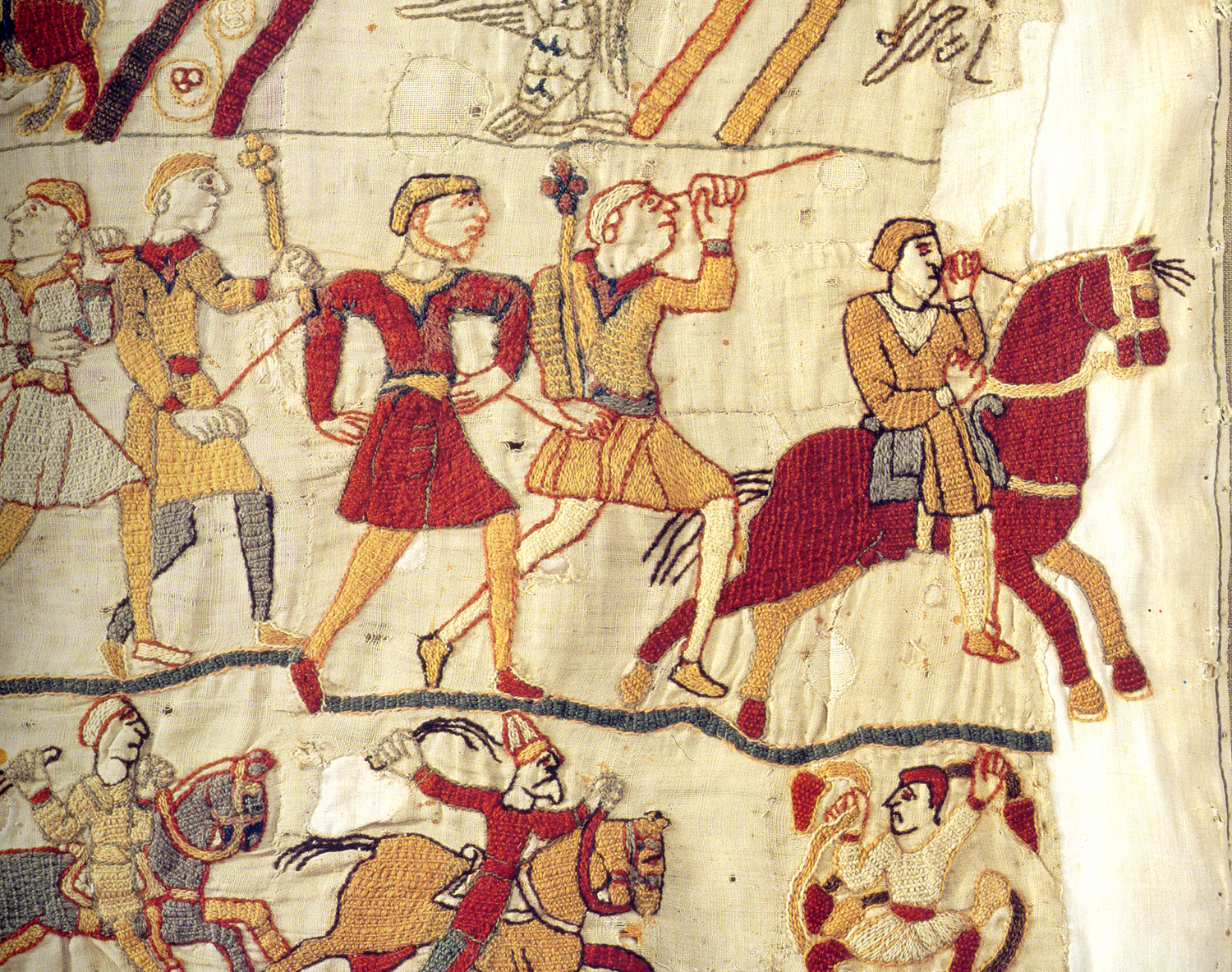
Anglosasové prchající z bitvy

Pouze zbytky obránců se zachránily v lese na pozadí bitevního pole. Někteří Normané je pronásledovali, ale byli ve tmě pobiti. Vilém nechal své vojsko odpočívat u Hastingsu dva týdny a čekal na anglosaské šlechtice, aby přišli uznat jeho svrchovanost. Když poznal, že jeho naděje jsou marné, vyrazil na Londýn. Vilémovo vojsko bylo v listopadu zasaženo úplavicí a i on sám byl vážně nemocen. Nicméně byl posílen čerstvými silami, které dorazily přes Lamanšský průliv. Poté, co neuspěl s útokem přes London Bridge, dosáhl města oklikou, když překročil Temži u Wallingfordu a postupoval na Londýn ze severozápadu.
Hrabata ze severu, Edwin a Morcar, Essegar, londýnský šerif a Edgar Atheling, který byl zvolen po Haroldově smrti králem (ale nebyl korunován), se dostavili k Vilémovi ještě předtím, než dorazil do města a podrobili se mu. 25. prosince 1066 byl Vilém korunován ve Westminsterském opatství jako anglický král.